# سرطان الجهاز الهضمي

القناة الهضمية

سرطان الجهاز الهضمي هو مصطلح توصف به التغيرات الخبيثة التي تصيب الاعضاء المكونة للجهاز الهضمي، وتتضمن: المريء، المعدة، المرارة، البنكرياس، الأمعاء الدقيقة، الأمعاء الغليظة، المستقيم وفتحة الشرج. الأعراض المصاحبة للسرطان تختلف باختلاف العضو المتضرر فقد تتضمن انسدادات في القناة الهضمية وقد تؤدي إلى صعوبة في البلع أو التبرز أو نزيف، وغيرها من الاعراض. التشخيص عادة يعتمد على المنظار مع أخذ خزعة من النسيج المشبوه وتحليلها. ويعتمد العلاج وتوقع سير المرض على موقع الورم، نوعه، ودرجة انتشاره.
بشكلٍ عام، يعتبر الجهاز الهضمي (متضمناً البنكرياس، الكبد، والمرارة) مسؤولًا عن أغلب السرطانات، والوفيات نتيجة السرطانات التي تصيب الإنسان أكثر من أي جهاز آخر في الجسم. هناك اختلافات في نوع الإصابات بسرطانات الجهاز الهضمي حسب التوزيع الجغرافي حول العالم.

## سرطان المريء

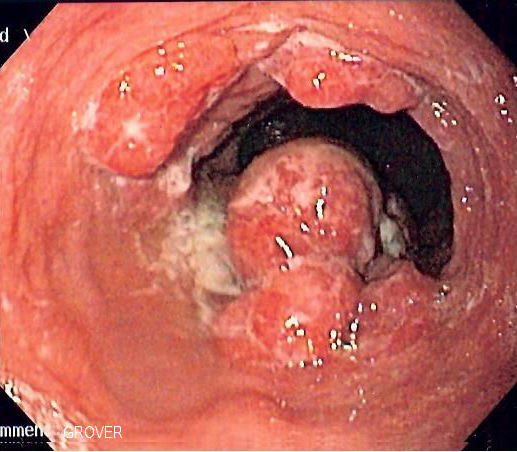
صورة بالمنظار لمصاب بسرطانة غدية مريئية عند الوصلة المعدية المريئية.

يُصنف سرطان المريء كسادس أكثر أنواع السرطانات انتشارًا في العالم، حيث أن نسبة الإصابة به في ارتفاع. كما ان احتمالية إصابة الذكور بهذا النوع من السرطانات أكثر من اصابة الإناث به بمعدل 4 ذكور لكل أنثى. كما أن هناك منطقة جغرافية تسمى بـ (حزام سرطان المريء) تمتد من شمال شرق الصين إلى شمال إيران مرورًا بوسط آسيا وتتميز هذه المنقطة بوجود نسب عالية من الإصابات بسرطان حرشفية خلايا المريء (أكثر من 100 ضعف مقارنةً بالمناطق المجاورة لها). هناك نسب عالية أيضاً بالإصابة بهذا النوع من سرطان المريء في إثيوبيا. تنقسم سرطانات المريء إلى نوعين رئيسيين: سرطانات غدية، وسرطانات حرشفية الخلايا. نسبة حدوث أيٌ من هذين النوعين عالميًا متقاربين. لكن نسبة حدوث السرطانات الغدية ترتفع في الدول المتقدمة مثل دول شمال أمريكا والدول الأوروبية.
عادةً ما يتم اكتشاف سرطانات المريء في حالات متقدمة من المرض لعدم وجود أعراض مبكرة. ولكن عندما يتم اكتشاف المرض في حالات مبكرة ترتفع نسبة النجاة في الخمس سنوات القادمة إلى 90٪ أو أكثر.
أما عند اكتشاف المرض في حالات متأخرة، يكون السرطان قد انتشر في الجسم وبذلك تنخفض نسبة النجاة في الخمس سنوات القادمة بشكل كبير لتصل إلى 20٪ في بعض الدول كالصين، و 15٪ في أمريكا.

## سرطان المعدة

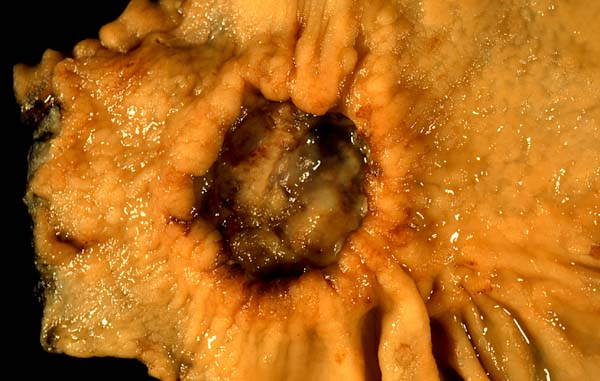
قرحة معدية مشبوهة تم تشخيصها على أنها سرطان بالخزعة واستئصالها. عينة جراحية بعد الاستئصال.

يصنف سرطان المعدة كرابع أكثر أنواع السرطانات انتشارًا في العالم، وثاني أكثر أنواع السرطانات المؤدية إلى الوفاة في العالم. ينتشر هذا النوع من السرطانات بكثرة في دول شرق آسيا (الصين، اليابان، كوريا، منغوليا)، ونسبة حدوثه هي الأقل في دول شمال أمريكا، أستراليا، نيوزيلندا، ودول غرب أفريقيا وشمالها. أكثر أنواع سرطانات المعدة انتشارًا هو سرطان المعدة الغدي، والذي يتسبب بوفيات تقدر بـ750 ألف وفاة سنوياً.
من العوامل المهمة والتي تساهم في تطور سرطان المعدة: النظام الغذائي، التدخين، الكحول، الوراثة، العدوى (كالإصابة بجرثومة المعدة)، وفقر الدم الوبيل.

## سرطان البنكرياس
سرطان البنكرياس يحتل المرتبة الخامسة كأكثر سرطان مسبب للوفيات في الولايات المتحدة، والمرتبة السابعة في أوروبا. في عام 2008 تم تسجيل 280 ألف حالة جديدة مصابة بسرطان البنكرياس و 265 ألف حالة وفاة حول العالم. تصنف سرطانات البنكرياس إلى سرطانات غدية وسرطانات غير غدية. أكثر الانواع انتشاراً هو السرطان الغدي القنوي. التقدم في العمر والتدخين هي أحد أهم الاسباب المؤدية لسرطان البنكرياس. كما أن هناك أسباب أخرى قد تساعد في تطور السرطان مثل التهاب البنكرياس المزمن، وداء السكري. في الحالات المبكرة من سرطان البنكرياس قد لا يكون هناك أعراض واضحة، ولكن مع تقدم الحالة قد يشتكي المريض من آلام شديدة في أعلى البطن، والتي بدورها قد تتردد إلى الظهر في بعض الأحيان. قد تكون من أحد الأعراض أيضاً اليرقان، وهو تلون البشرة والعين باللون الأصفر.
سرطان البنكرياس يعتبر من السرطانات ذات المآل المستقبلي السيء. حيث تقدر نسبة الحياة في الخمس سنوات التي تلي التشخيص بأقل من 5٪. وغالبًا مايتم تشخيص سرطان البنكرياس في حالات متأخرة لا تسمح بالتدخل الجراحي. نسبة إمكانية التدخل الجراحي في مرضى سرطان البنكرياس قد تصل إلى شخص واحد بين كل 15 إلى 20 شخص مصاب بهذا المرض. يتسم سرطان البنكرياس بالشراسة، ويقاوم سبل العلاج المتخذة ضده كالعلاج الكيميائي، والعلاج الإشعاعي.

## سرطان الكبد

معدلات الوفيات من سرطان الكبِد في إحصائيّة على فئة عمريّة موحَّدة حسب الّدولة لكل 100000 نسمة عام 2004 م
no data
<7.5
7.5–15
15–22.5
22.5–30
30–37.5
37.5–45
45–52.5
52.5–60
60–67.5
67.5–75
75–110
>110

يصاب الناس بسرطان الكبد عادةً نتيجة الإصابة المزمنة بإلتهاب الكبد الوبائي (ب) و (ج) أو الإصابة بتليف الكبد الناتج من إدمان الكحول. سرطان الكبد قد يؤدي إلى عدد من الاعراض منها اليرقان، الحكّة، الاستسقاء البطني. قد يُظهر السرطان نفسه كتورم في بطن المريض، أو اعتلال في وظائف الكبد.
قد يطلب الطبيب فحص عينة من الورم عن طريق أخذ خزعة، كما قد يطلب بعضاً من الفحوصات التصويرية كالأشعة المغناطيسية والأشعة المقطعية. وقد يتم مراقبة حالة المريض عن طريق فحوصات الدم (متضمنةً ألفا-فيتوبروتين، ومستويات إنزيمات الكبد، والأشعة الصوتية). ويتم علاج سرطان الكبد على حسب مرحلته والمصنفة وفق نظام تصنيف الورم والعقد والنقائل. كما يتم الأخذ في عين الاعتبار وجود الإصابة بتليف الكبد أو عدمها. ومن الخيارات في علاج سرطان الكبد: ازالة الورم جراحياً، الإصمام، الكيّ، وزراعة الكبد.

## سرطان المرارة
عادةً ما تكون سرطانات المرارة من النوع الغدّي، وتوجد بكثرة في النساء المتقدمات في السن. يرتبط سرطان المرارة بعدة عوامل ارتباطاً قويّاً منها تواجد الحصوات الصفراوية، وظهور المرارة في الاشعة الصوتية على شكل خزفي، ووجود سلائل داخل المرارة. من الاعراض المصاحبة لهذا النوع من السرطانات: فقدان الوزن، اليرقان، وألم في الجزء العلوي الأيمن من البطن. عادة ما يتم تشخيص المرض عن طريق الاشعة الصوتية، كما يتم تصنيف مرحلة المرض عن طريق الأشعة المقطعية. توقعات سير المرض غالبًا ما تكون سيئة.

## سرطان القولون

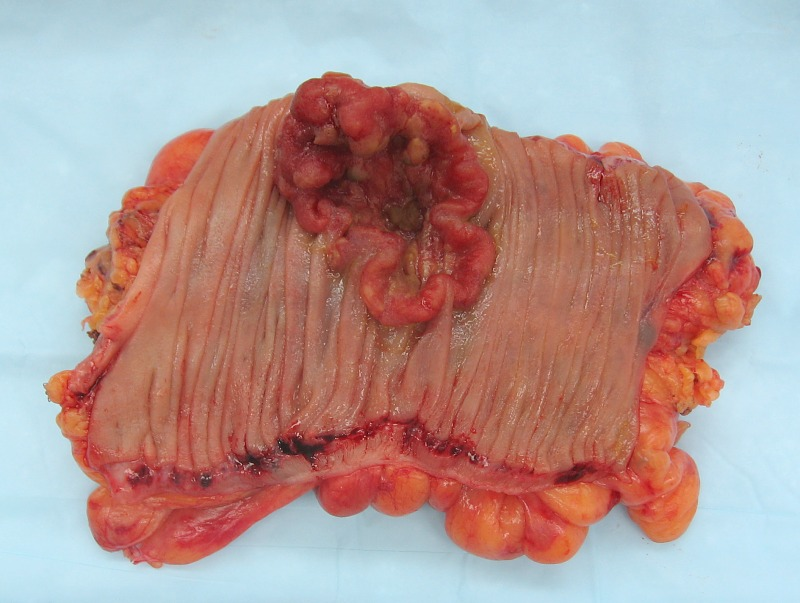
صورة لسرطان خبيث ومنتشر بالقولون.

سرطان القولون والمستقيم عادةً مايصيب كبار السن. مصدره عادةً من الخلايا الإفرازية التي تغلف جدار القولون والمستقيم. ومن أحد الاسباب المؤدية إلى هذا النوع من السرطانات هي العادات الغذائية السيئة التي تحتوي على نسب قليلة من الالياف ونسب عالية من الدهون.
عندما يصاب شخص صغير في السن بهذا المرض، فقد يكون السبب له علاقة بالعوامل الوراثية مثل ان يكون المريض مصاب بمتلازمة بويتز-جيغرز، أو متلازمة لينش، أو داء السلائل.:619–620
يتم اكتشاف سرطان القولون عن طريق نزيف ناتج من الزوائد اللحمية في جدار القولون، أو ألم في البطن، أو انسداد في الامعاء، أو عن طريق المناظير الشرجية وأخذ عينة من الزوائد اللحمية. كما قد يكون هناك شعور دائم بالحاجة للتبرز، أو اعراض لفقر الدم نتيجة النزيف.:911
يمكن إيجاد هذا النوع من السرطانات عن طريق المناظير الشرجية، كما يمكن معرفة مدى انتشار الورم في جدار القولون عن طريق أخذ خزعة من الورم وتحليلها.
إزالة الجزء المصاب من القولون تعتبر أحد أهم ركائز العلاج لهذا النوع من السرطانات، سواء كان بإضافة العلاج الكيماوي أو بدونه. كما يتسم سرطان القولون والمستقيم بالمقارنة مع غيره من أنواع السرطانات بتنبؤ جيد في المستقبل عندما يتم اكتشافه في مراحل مبكرة.:911–912

## سرطان الشرج
هناك منطقة تشريحية مهمة في تشخيص سرطان الشرج والمعروفة بالخط المسنن (يقع 1-2 سم فوق حافة الشرج) حيث أن سرطان الشرج الواقع فوق هذا الخط غالبًا ما يكون خبيث، وسرطان الشرج الواقع تحت هذا الخط غالبًا ما يكون سرطان حرشفية الخلايا والذي قد يسبب تقرحات.:580
يرتبط سرطان الشرج ارتباطاً قوياً مع التهاب القولون التقرحي، كما يرتبط أيضاً ببعض الامراض الجنسية مثل فيروس الورم الحليمي البشري وفيروس نقص المناعة المكتسبة.}
سرطان الشرج قد يتسبب في حدوث اعراض منها الإمساك، آلام أثناء التبرز، وقد يظهر على شكل كتلة محسوسة من قبل المريض. يتم تشخيص سرطان الشرج عن طريق أخذ خزعة من الورم وتحليلها. كما يتم علاج هذا النوع من السرطانات بعدة طرق منها إزالة الورم كلياً مع استخدام العلاج الإشعاعي، أو عن طريق اسخدام العلاج الاشعاعي مع العلاج الكيماوي (تُقدر نسبة الحياة باستخدام هذه الطريقة في الخمس سنوات القادمة بـ 70٪).:580

## ورم الجهاز الهضمي السرطاوي
ورم الجهاز الهضمي السرطاوي هو نوع نادر وبطيء النمو من أنواع السرطانات التي تصيب الخلايا المبطنة للمعدة والامعاء. تتمثل وظائف الخلايا المصابة بهذا النوع من السرطانات في صنع هرمونات تنظم عملية صنع الانزيمات الهضمية، كما تقوم بتنظيم عملية دفع العضلات للطعام في المعدة والامعاء. عادة ما يتواجد هذا النوع من السرطانات في الزائدة الدودية، والامعاء الدقيقة، والمستقيم. إصابة المريض بهذا النوع من السرطانات يزيد من احتمالية اصابته بأنواع أخرى من سرطانات الجهاز الهضمي. عادةً ما يتم علاج هذا النوع من السرطانات بالجراحة.

## التغيرات ماقبل سرطانية

مريء باريت

هي تغيرات تحصل في منطقة من العضو تكون لديها قابلية لتطور السرطان فيها. هذه المناطق قد تحتوي على تغييرات مرئية واضحة في النسيج، أو تغييرات أو تشوهات جينية.

### المريء
يميل السرطان الغدي للمريء ان يظهر في مجال متضرر يلقب بمريء باريت، ويظهر في الجزء الأسفل من المرئ على شكل رقعة حمراء في النسيج المتسم باللون الزهري. يتم تشخيص مرض مريء باريت عند وجود تغيرات على مستوى الخلايا حيث يتغير نوع الخلايا الطبيعية للمريء من الخلايا الحرشفية إلى الخلايا العمودية. يُعتبر مرض مرئ باريت أكثر أنواع الامراض المؤدية لسرطان المريء الغدي.